# Голубая мечеть (Стамбул)
Голуба́я мече́ть, или Мече́ть Султанахме́т (тур. Sultanahmet Camii), — первая по значению мечеть Стамбула. Насчитывает шесть минаретов: четыре, как обычно, по сторонам, а два чуть менее высоких — на внешних углах. Считается выдающимся образцом исламской и мировой архитектуры. Мечеть расположена на берегу Мраморного моря, в историческом центре Стамбула в районе Султанахмет, напротив Айя-Софии. Мечеть является одним из символов города.

## История строительства
В начале правления Ахмеда I Османская империя вела одновременно две войны — с Австрией и Ираном. 11 ноября 1606 года с Австрией был подписан Житваторокский мир, согласно которому османы отказывались от требования ежегодной дани с Австрии и признали императорский титул Габсбургов. Это поражение и другие события привели к тому, что авторитет Турции был подорван, и султан Ахмед I решил построить мечеть и таким образом умилостивить Аллаха. К тому же, турецкие султаны уже в течение сорока лет не возводили ни одной новой мечети. Строительство началось в августе 1609 года, когда султану было 19 лет. Предшественники Ахмеда за строительство мечетей платили тем, что было добыто в ходе войн, но так как Ахмед I не выиграл ни одной значительной войны, ему пришлось использовать деньги из своей сокровищницы. Организация и описание работ были тщательно записаны в шести томах, которые сейчас хранятся в библиотеке дворца Топкапы. Место было выбрано сразу, поблизости от дворца Топкапы. С целью постройки мечети на площади Ипподрома были разрушены здания как византийского, так и раннеосманского периодов. Среди них были византийский Большой дворец, остатки зрительских мест Ипподрома и множество дворцовых построек, принадлежавших высшей знати.
Архитектор мечети — Седефкар Мехмед Ага, являвшийся учеником и главным помощником архитектора Синана и решивший превзойти своего учителя. Мехмет Ага до выявления архитектурных талантов служил в янычарском полку, где отвечал за сооружения, связанные с водоснабжением.

## Архитектура

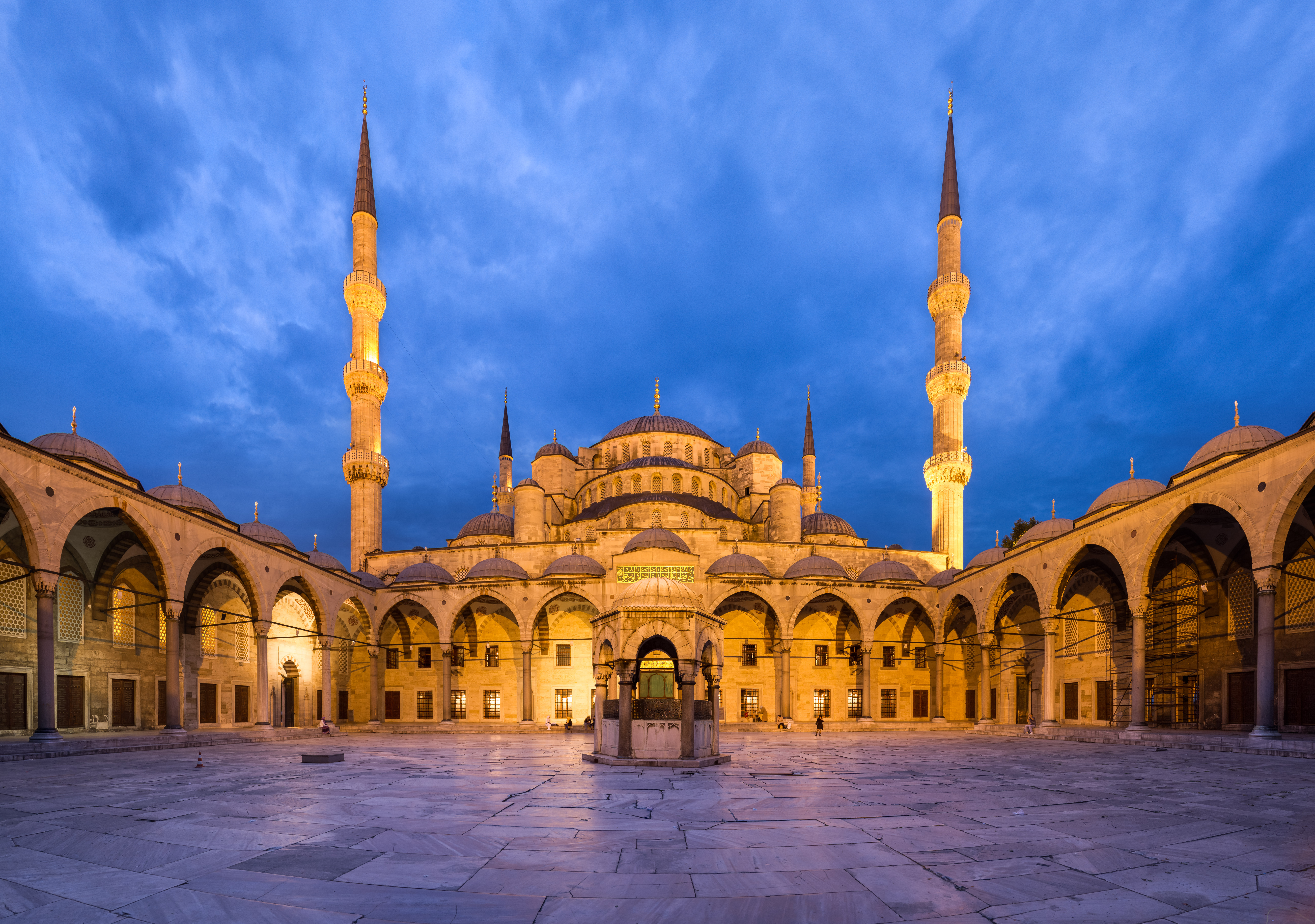
Вид на внутренний двор

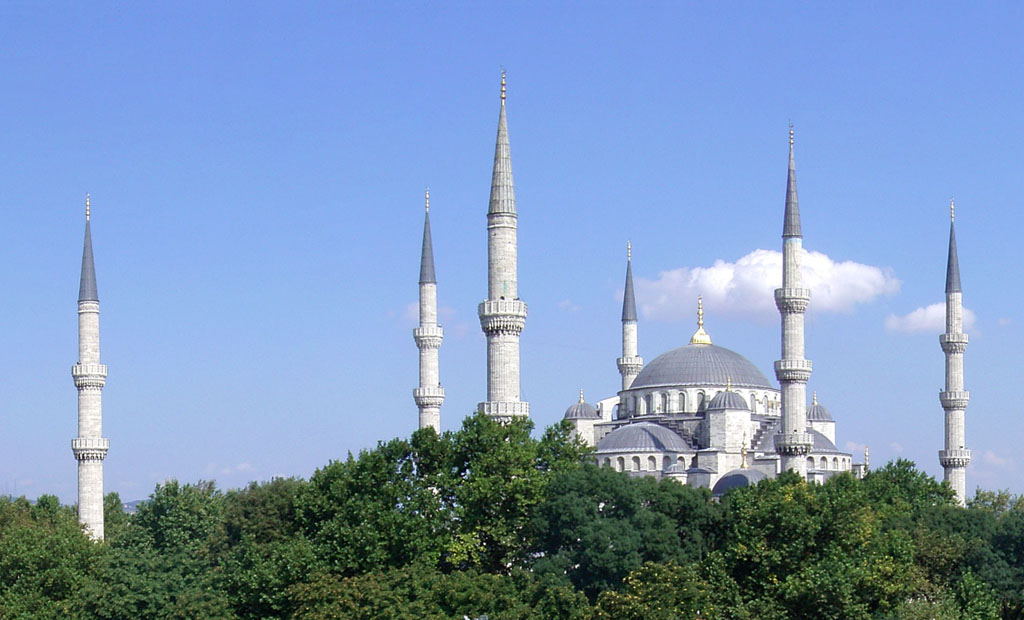
Минареты мечети

Архитектура мечети сочетает в себе два стиля — классический османский и византийский. По легенде, султан приказал построить стандартное количество (4) золотых (алтын) минарета, но архитектор что-то напутал и построил шесть (алты) минаретов. Строительство мечети длилось семь лет и было завершено в 1616 году, за год до смерти султана. Для строительства мечети был использован камень и мрамор. Название «Голубая мечеть» она получила благодаря огромному количеству (более 20 тыс.) белых и голубых изникских керамических изразцов ручной работы, которые использовались в декорациях интерьера. Керамика доставлялась из изникских фабрик, которые славились своим качеством. Ахмед I приказал фабрикам присылать в Стамбул самые красивые экземпляры, и запретил вывоз продукции на другие строительства, вследствие чего дела фабрики пришли в упадок. Центральный зал размером 53 х 51 метр накрыт куполом диаметром 23,5 метра и высотой 43 метра. Купол и полукупола украшены надписями — сурами из Корана и изречениями пророка Мухаммеда, которые были искусно выполнены Сейидом Касымом Губари из Диярбакыра. Купол опирается на четыре огромные колонны, диаметром по 5 метров. В узорах мечети преобладают растительные мотивы — традиционные тюльпаны, лилии, гвоздики и розы, а также орнаменты различных цветов на белом фоне. Кроме того, было подсчитано, что для узоров керамических плиток было использовано более 50 вариаций изображения тюльпанов. Пол мечети выложен коврами. Внутри мечеть хорошо освещена — свет падает из 260 окон. Первоначально стёкла, использованные для окон, были привезены из Венеции, но позднее были заменены.
Одним из поразительных элементов мечети является михраб — молитвенная ниша, которая вырезана из цельного куска мрамора. На нём установлен чёрный камень, привезённый из Мекки. Рядом с михрабом находится минбар — место имама для чтения проповедей. 
С западной части мечети есть особенный вход, над которым висит цепь. Этим входом мог пользоваться султан, въезжая во двор мечети на лошади. Цепь была специально низко повешена для того, чтобы султан каждый раз наклонялся, что символизировало ничтожность султана по сравнению с Аллахом.
Мечеть строилась в составе огромного архитектурного комплекса, в который вошли: медресе, больница, благотворительные заведения, кухни, караван-сарай. В XIX столетии больница и караван-сарай были разрушены.
Четыре минарета мечети имеют по три балкона и два минарета по два балкона. Первоначально балконов было 14 в соответствии с количеством османских султанов — предшественников Ахмеда I, включая его самого. Позднее прибавилось ещё два балкона, так как к султанам причислили сыновей Ахмеда I. Рядом с мечетью находится мавзолей, в котором похоронен сам Ахмед I.
Двор Голубой мечети имеет такой же размер, как и сама мечеть. Стены двора украшены аркадами.
Когда строительство Голубой мечети было завершено, оказалось, что величайшая святыня исламского мира — мечеть Масджид аль-Харам в Мекке теперь сравнялась по количеству минаретов (их было 6) с мечетью султана Ахмета, это было признано святотатством и было принято решение пристроить к мечети аль-Харам ещё один минарет, чтобы она вновь превзошла все существующие сооружения.

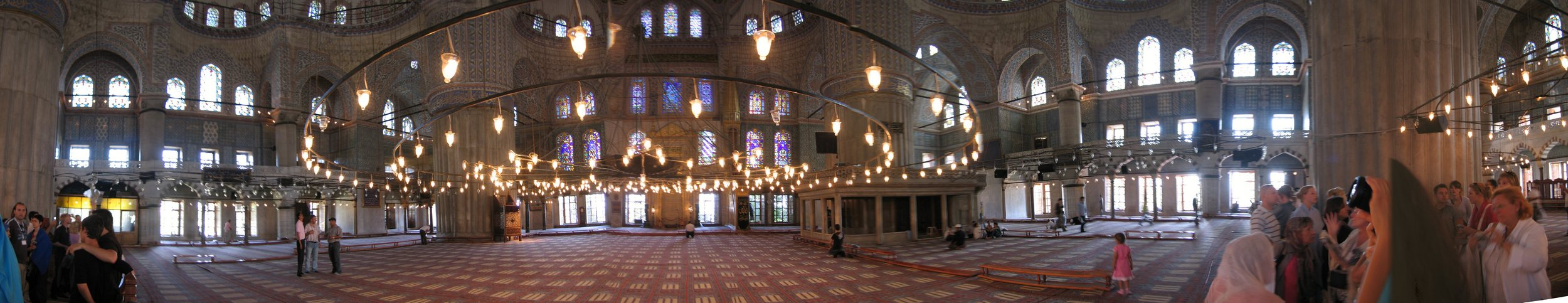
Внутренний вид мечети; сзади — михраб, на правой стороне у колонны — султанская ложа.

## Галерея
- Короткий ролик, показывающий детали Голубой мечети

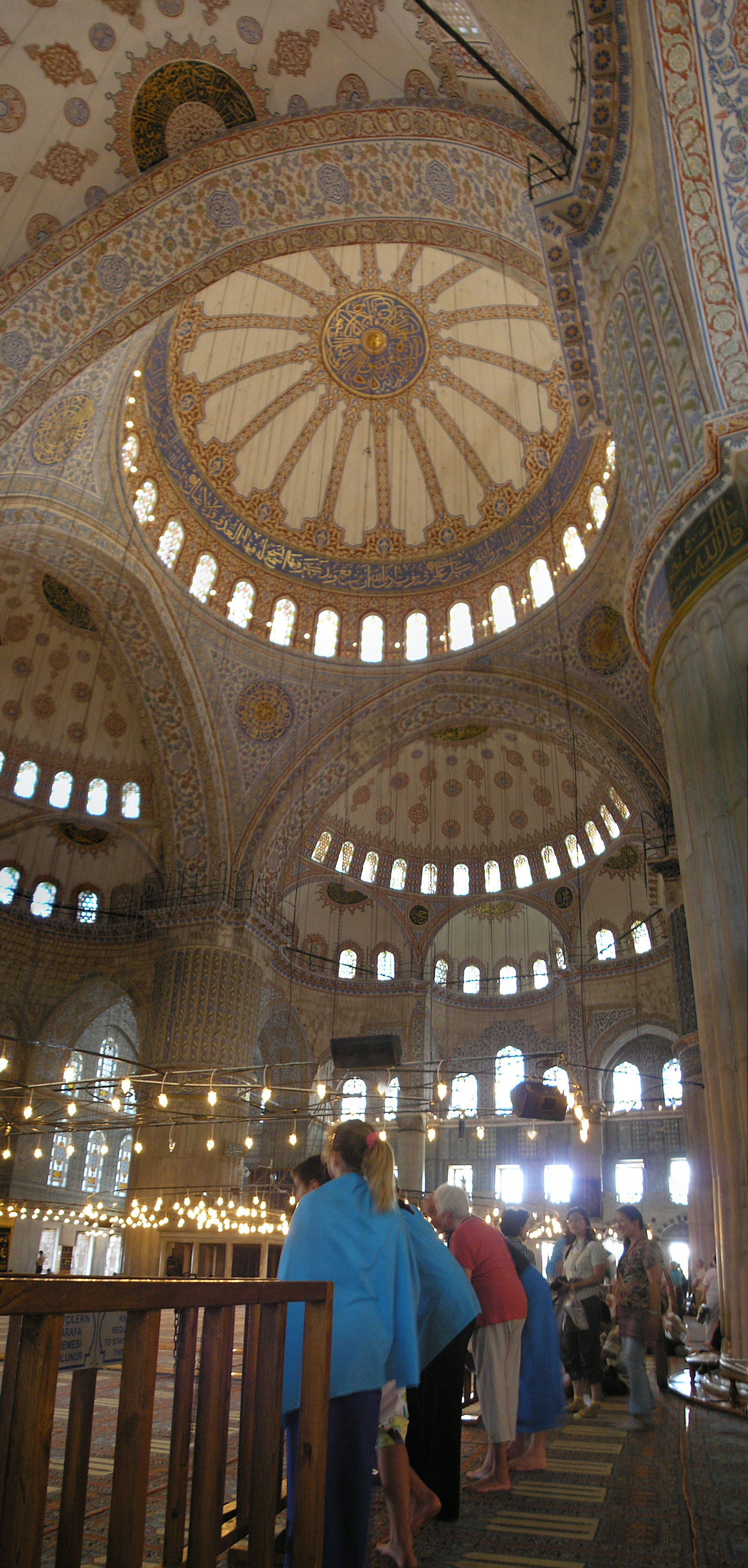
Центральный купол с тремя экседрами
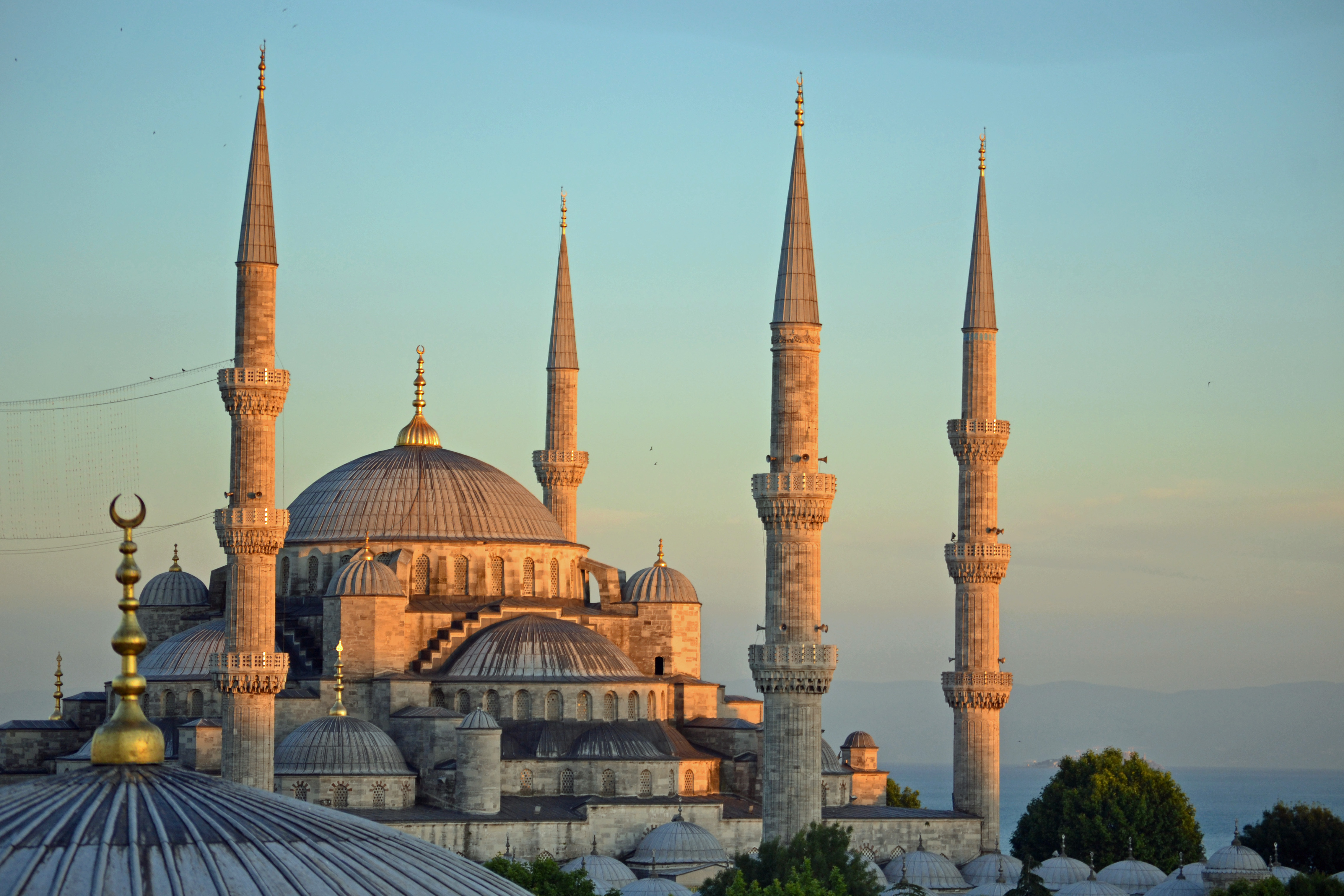
Голубая мечеть на закате
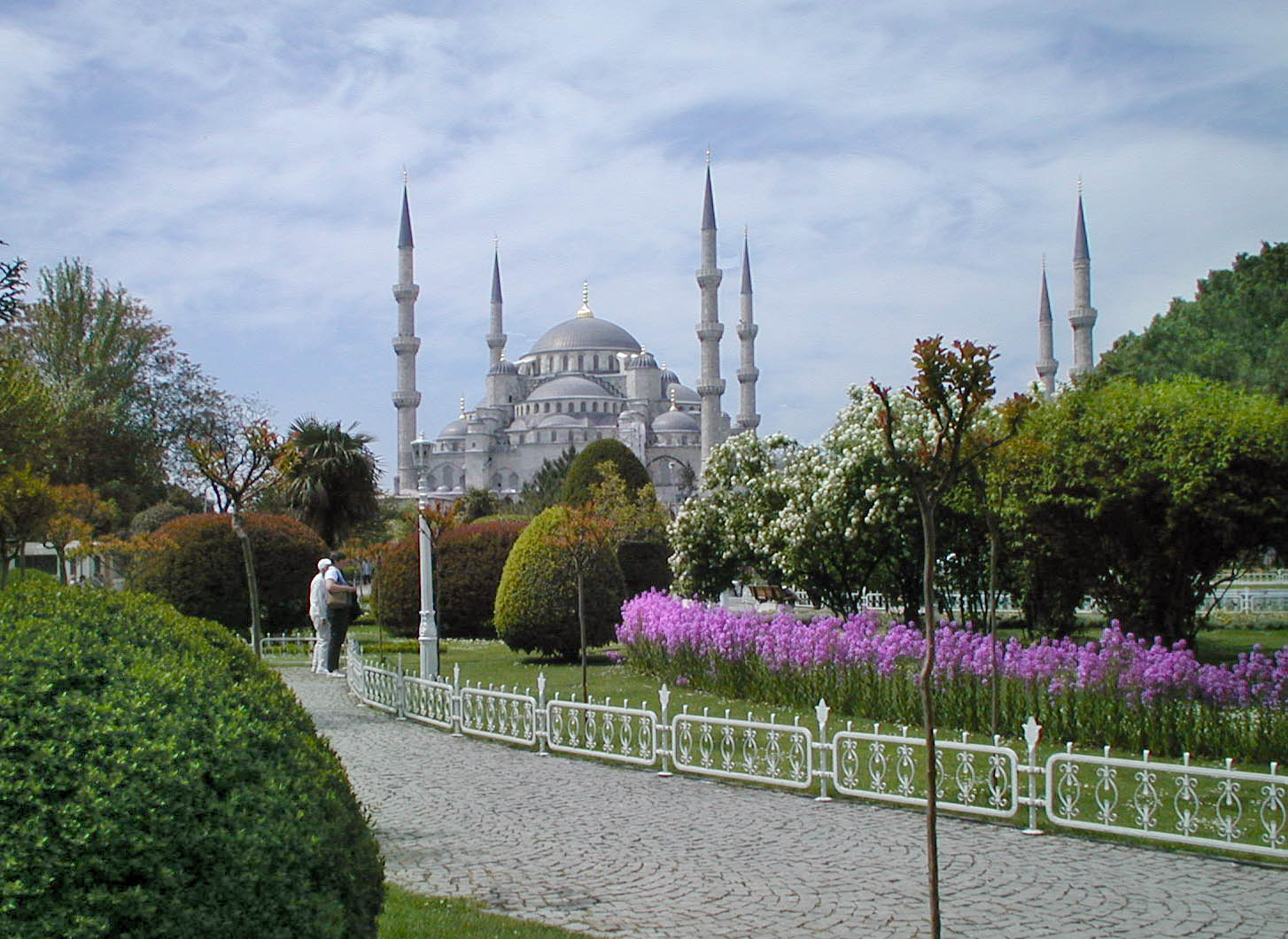
Вид от площади Султанахмет, недалеко от мечети Айя-София
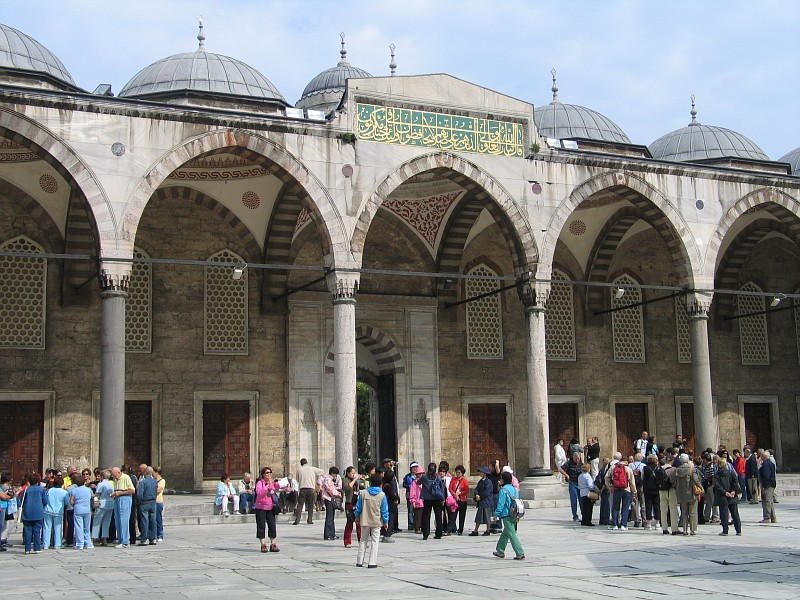
Аркадный двор с одними из входных ворот
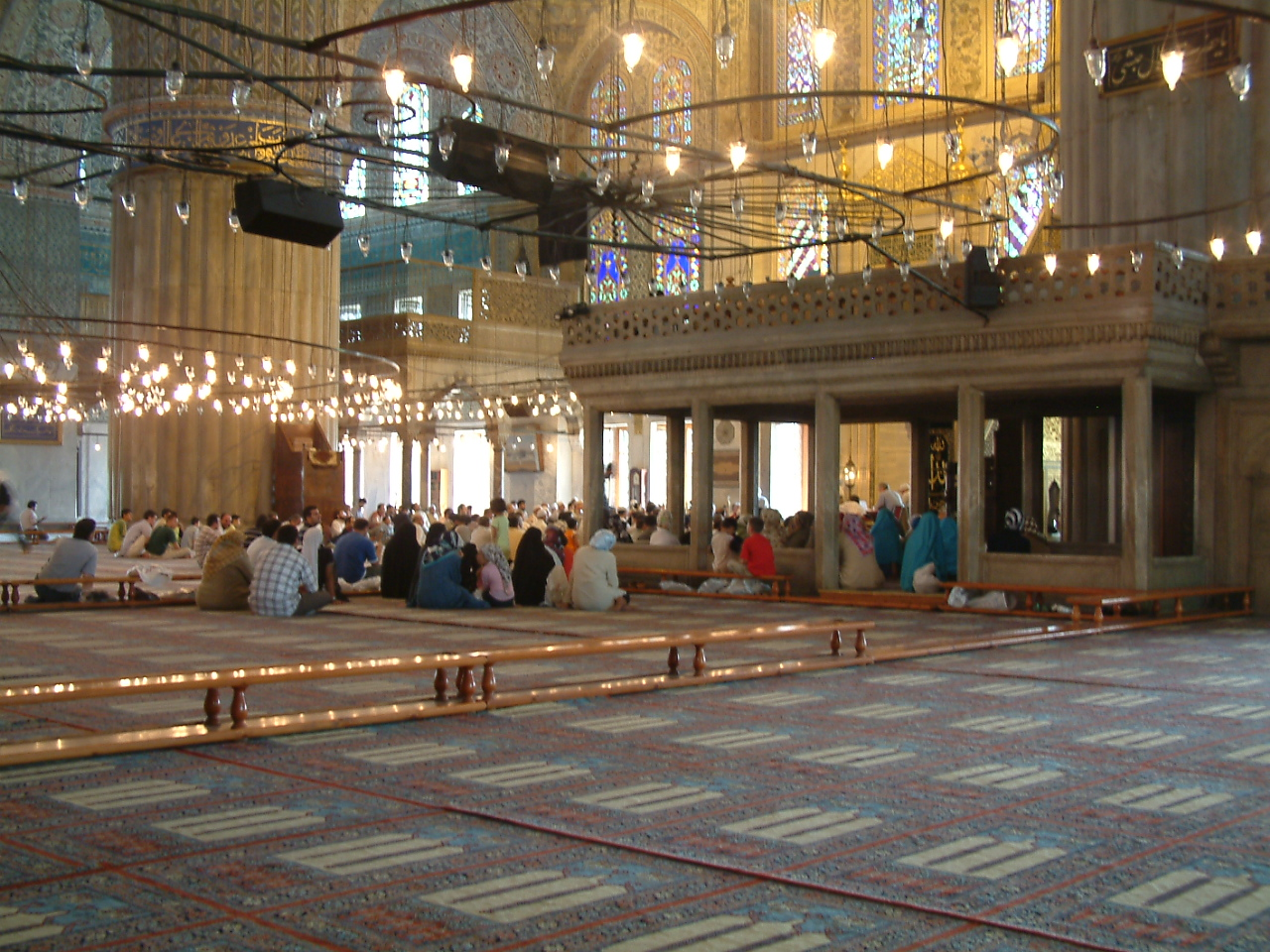
Молящиеся внутри
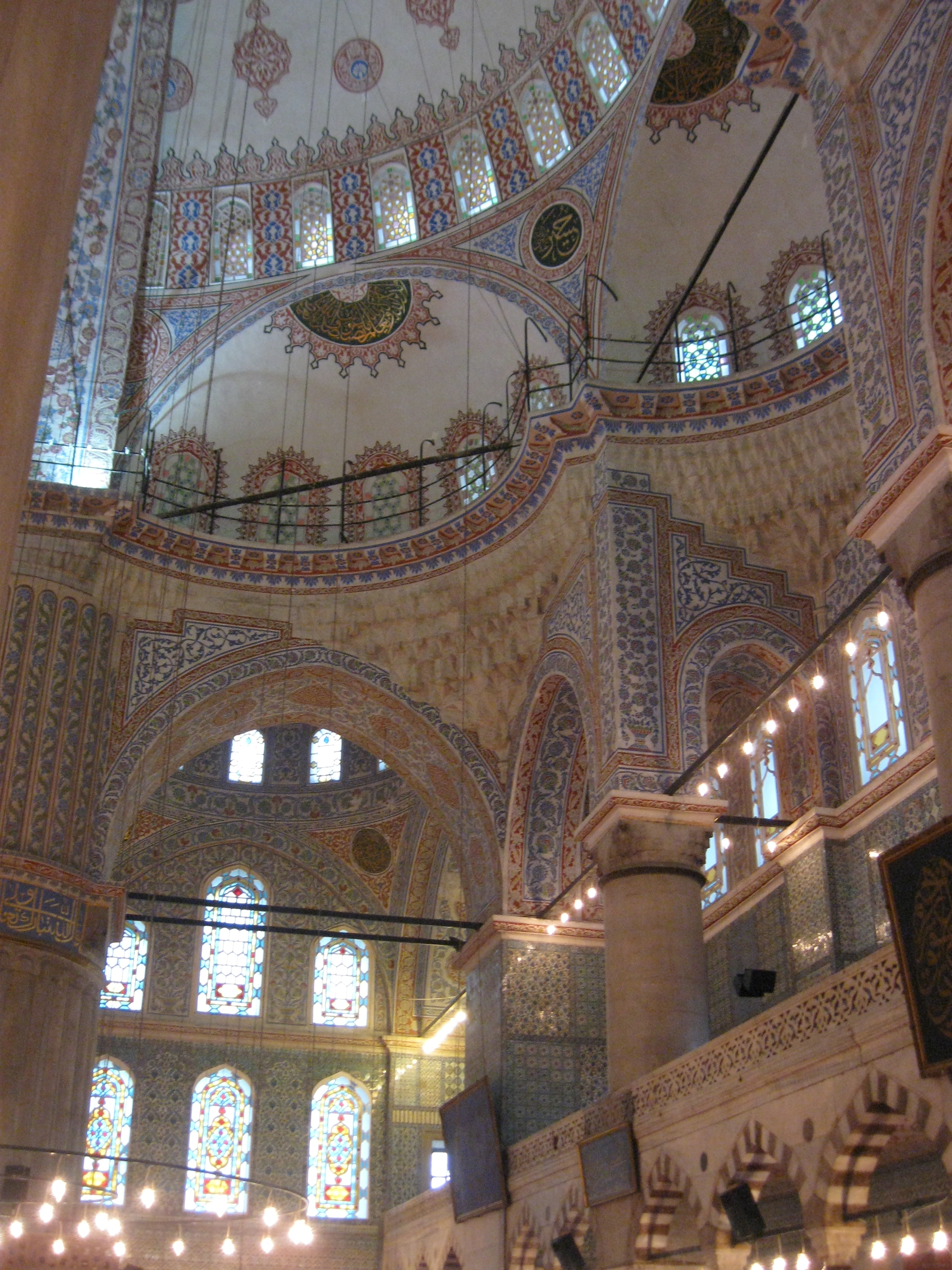
Голубые плитки
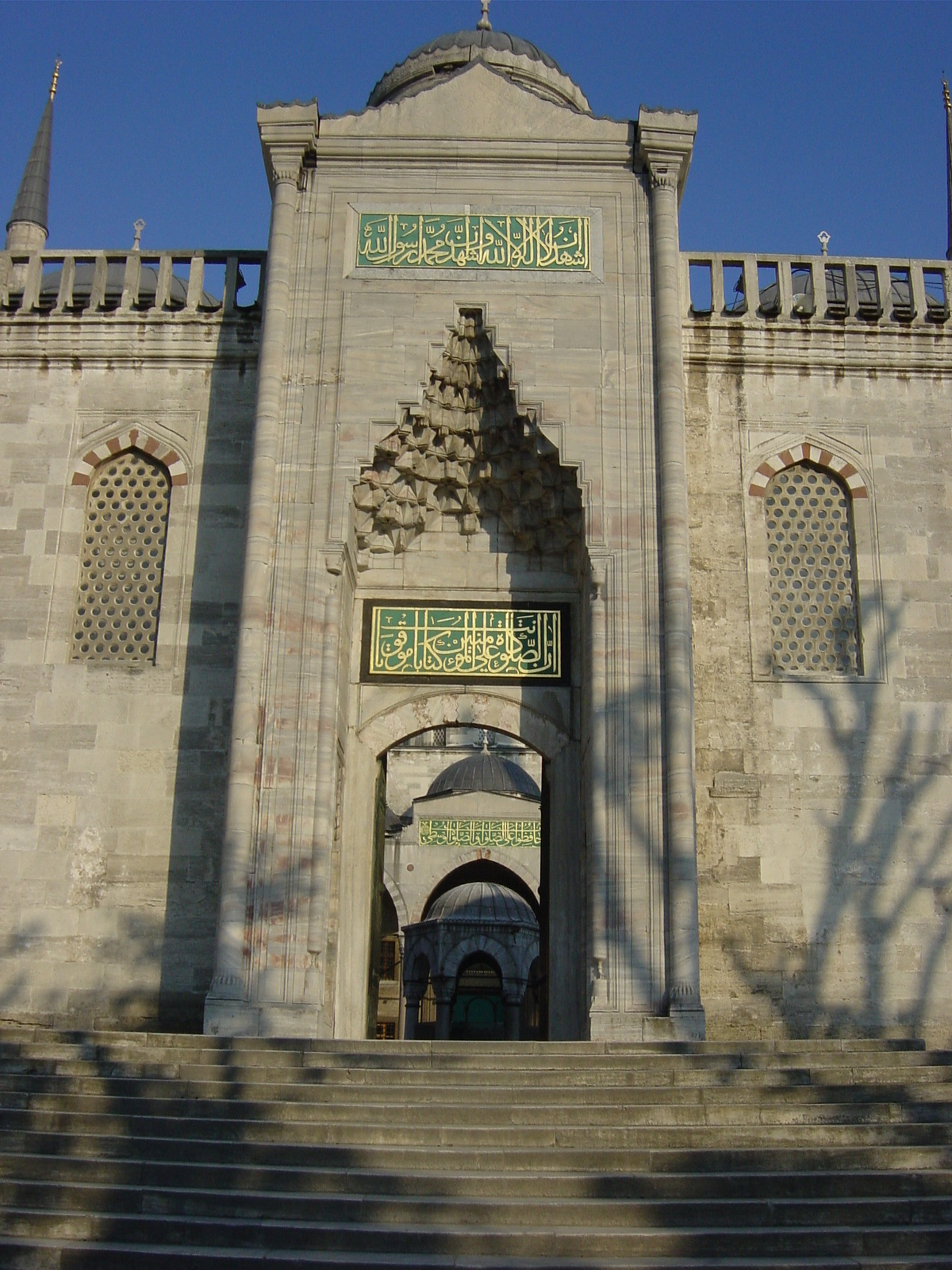
Ворота во двор
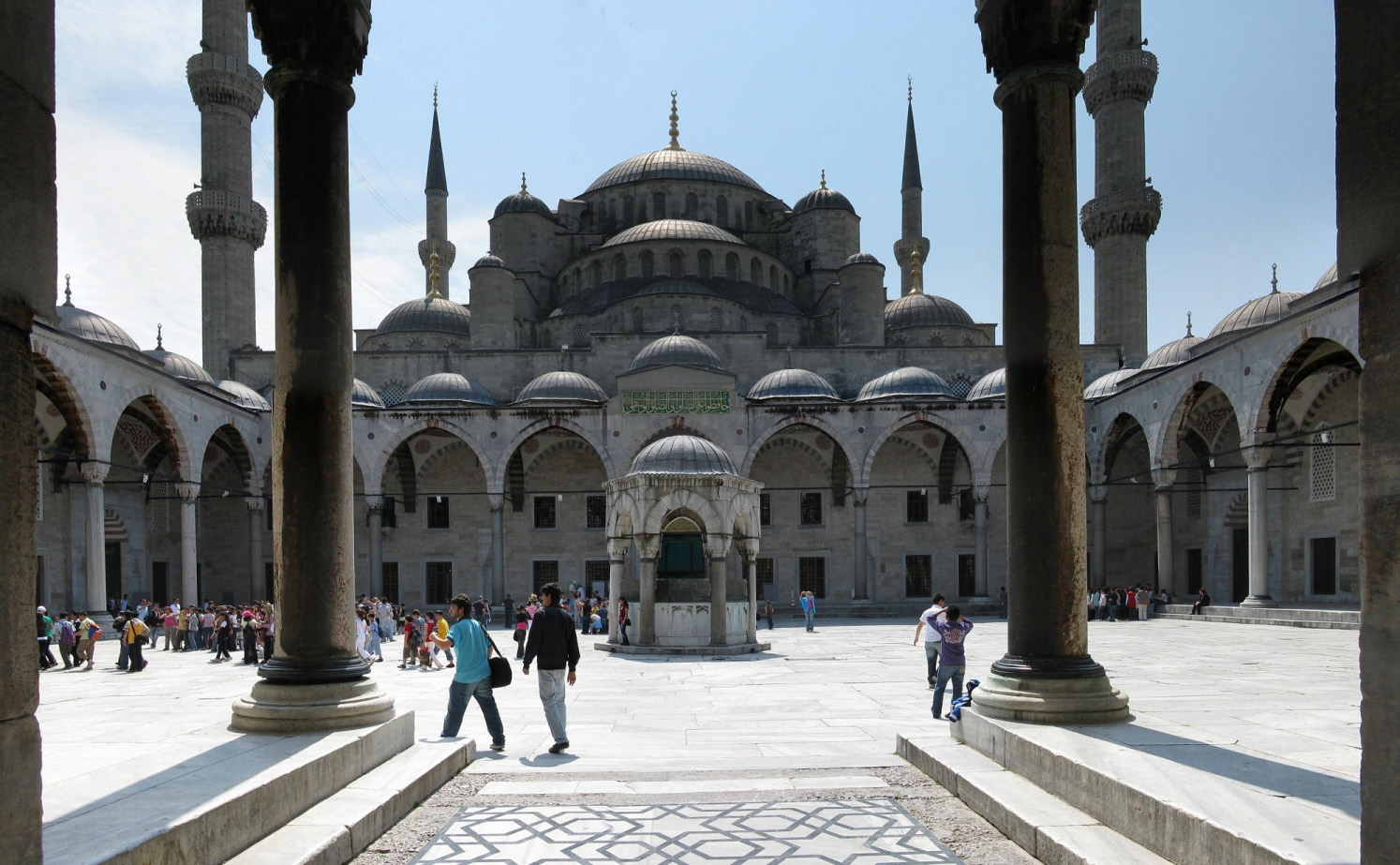
Вид на внутренний двор
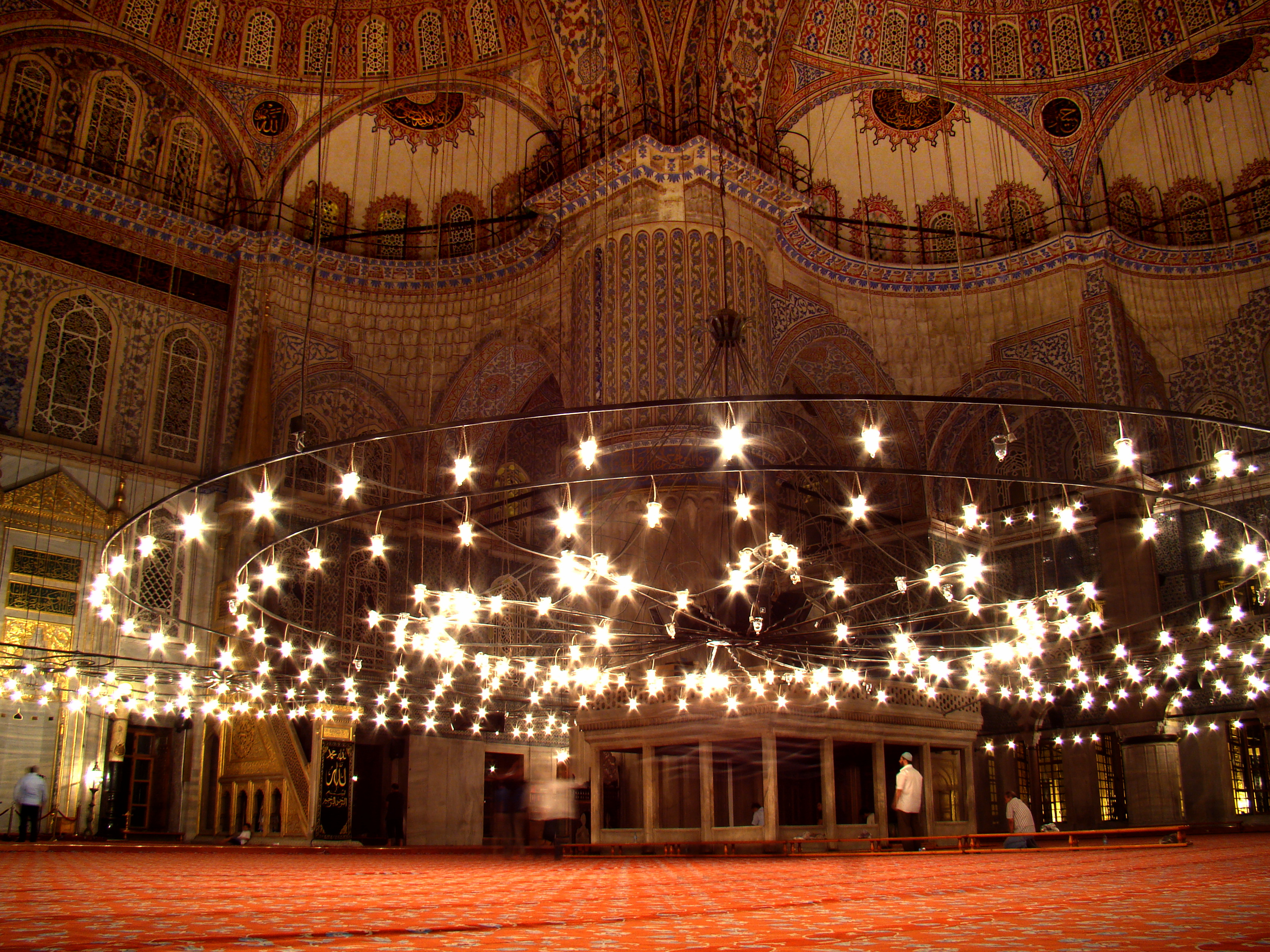
Молитвенная область
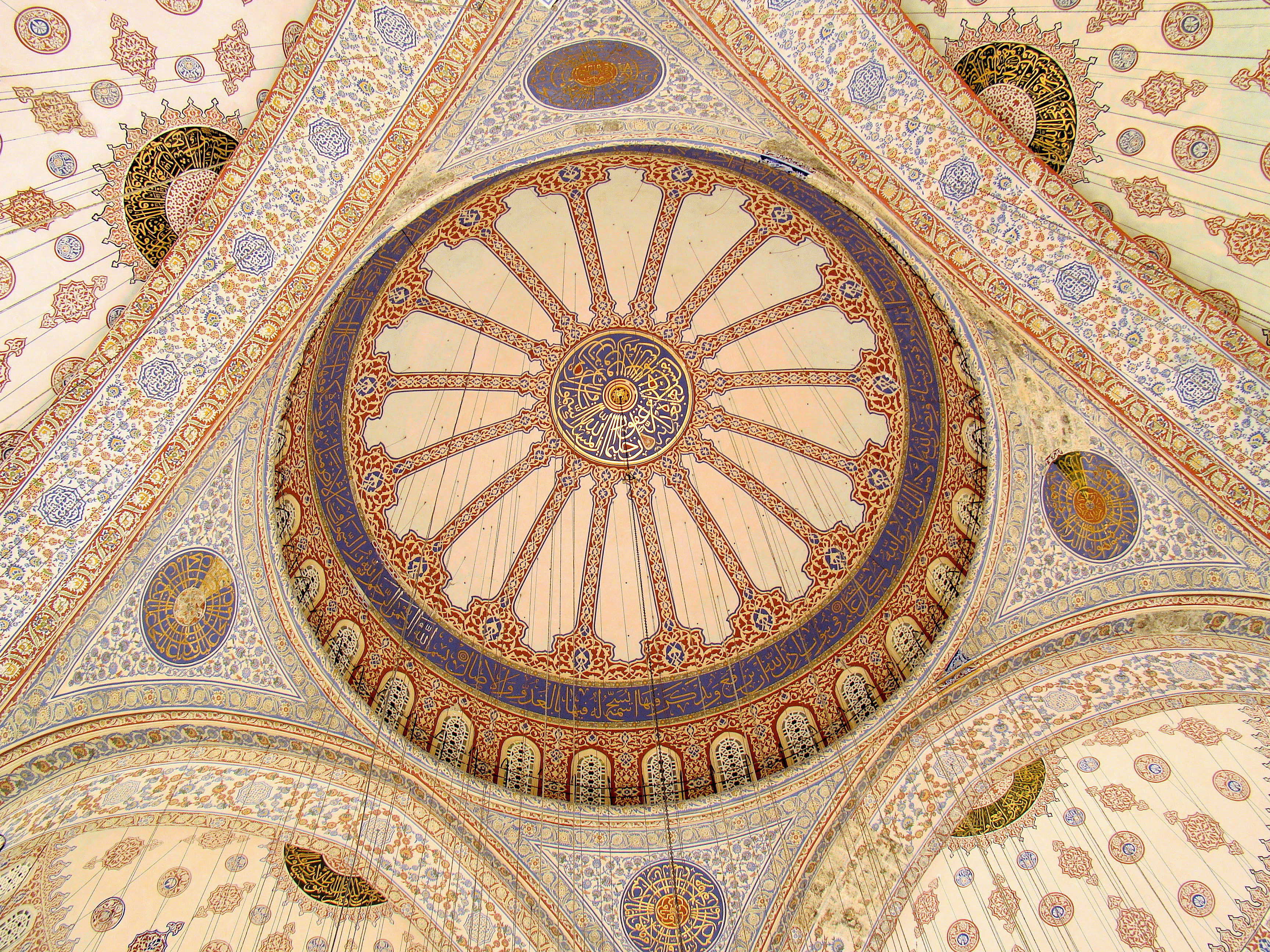
Главный купол и его голубые плитки
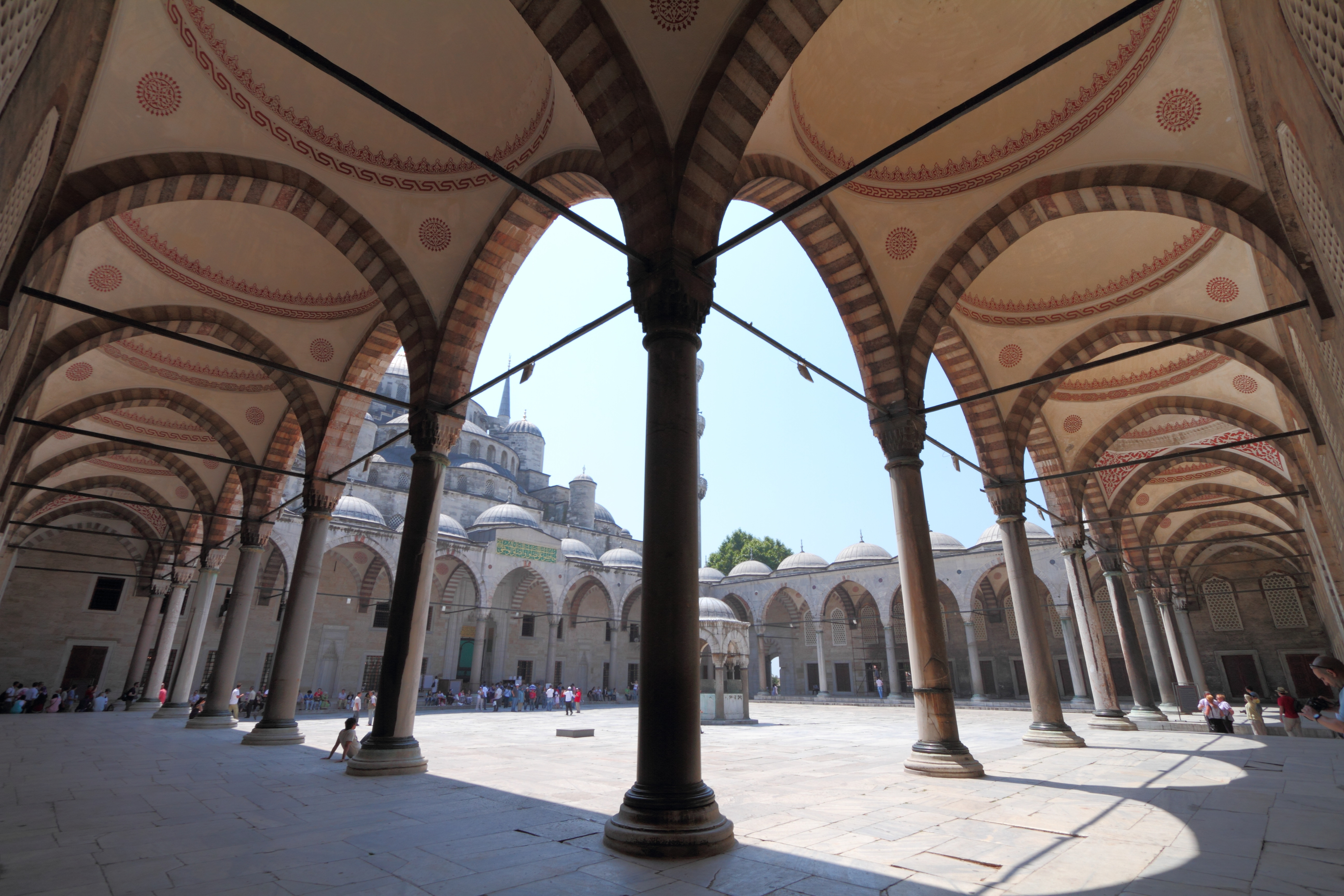
Аркады во внутреннем дворе
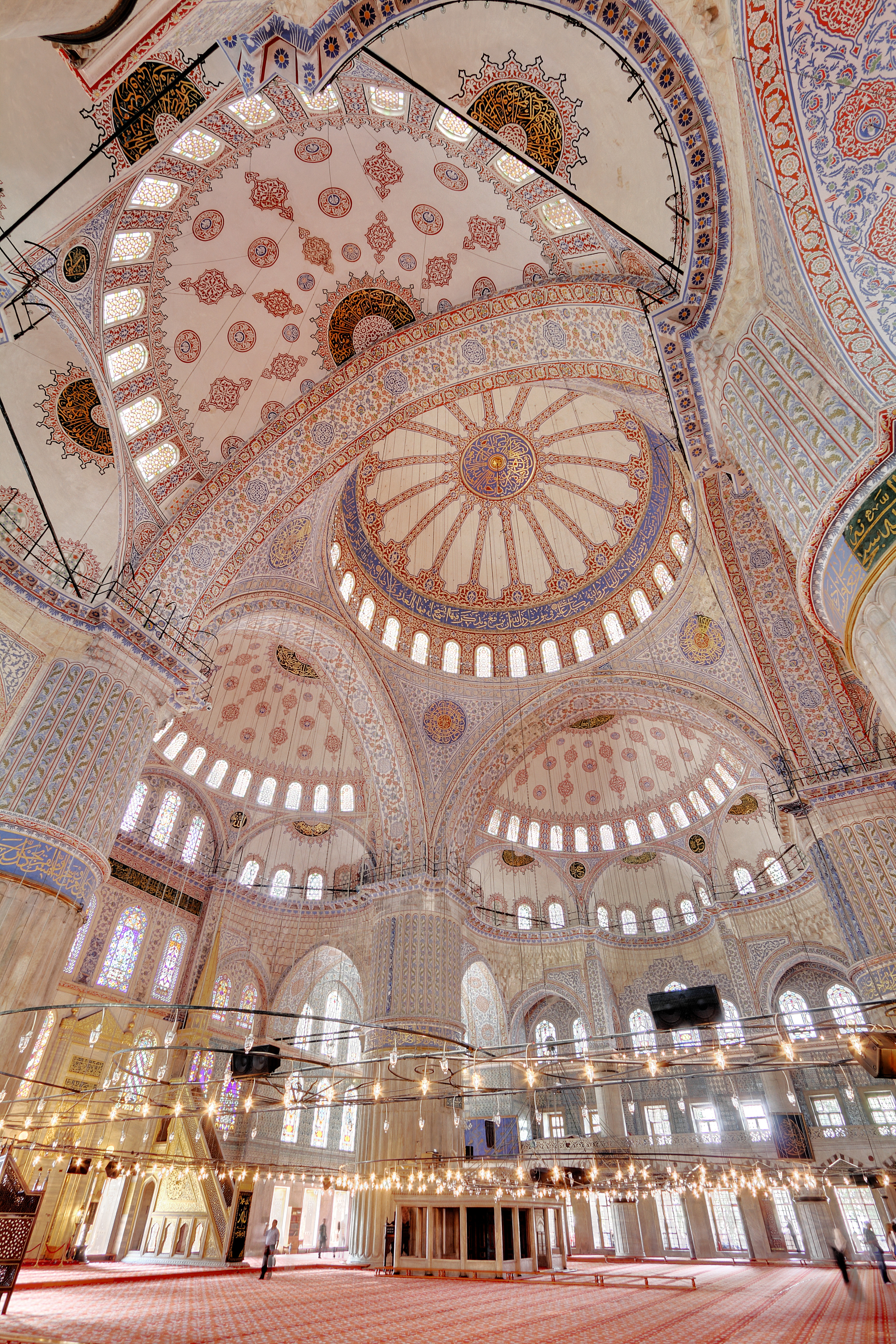
Голубая мечеть
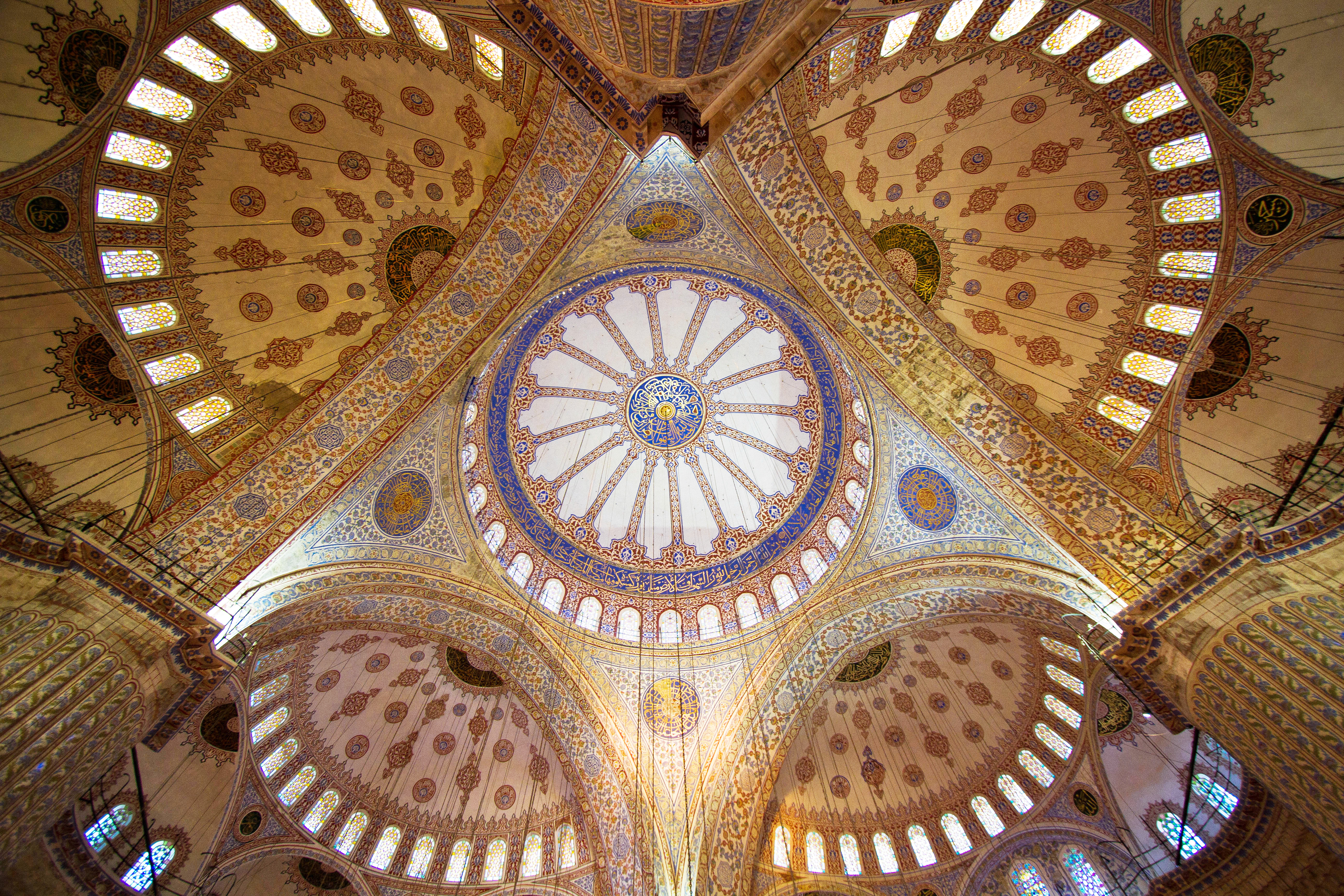
Голубая мечеть
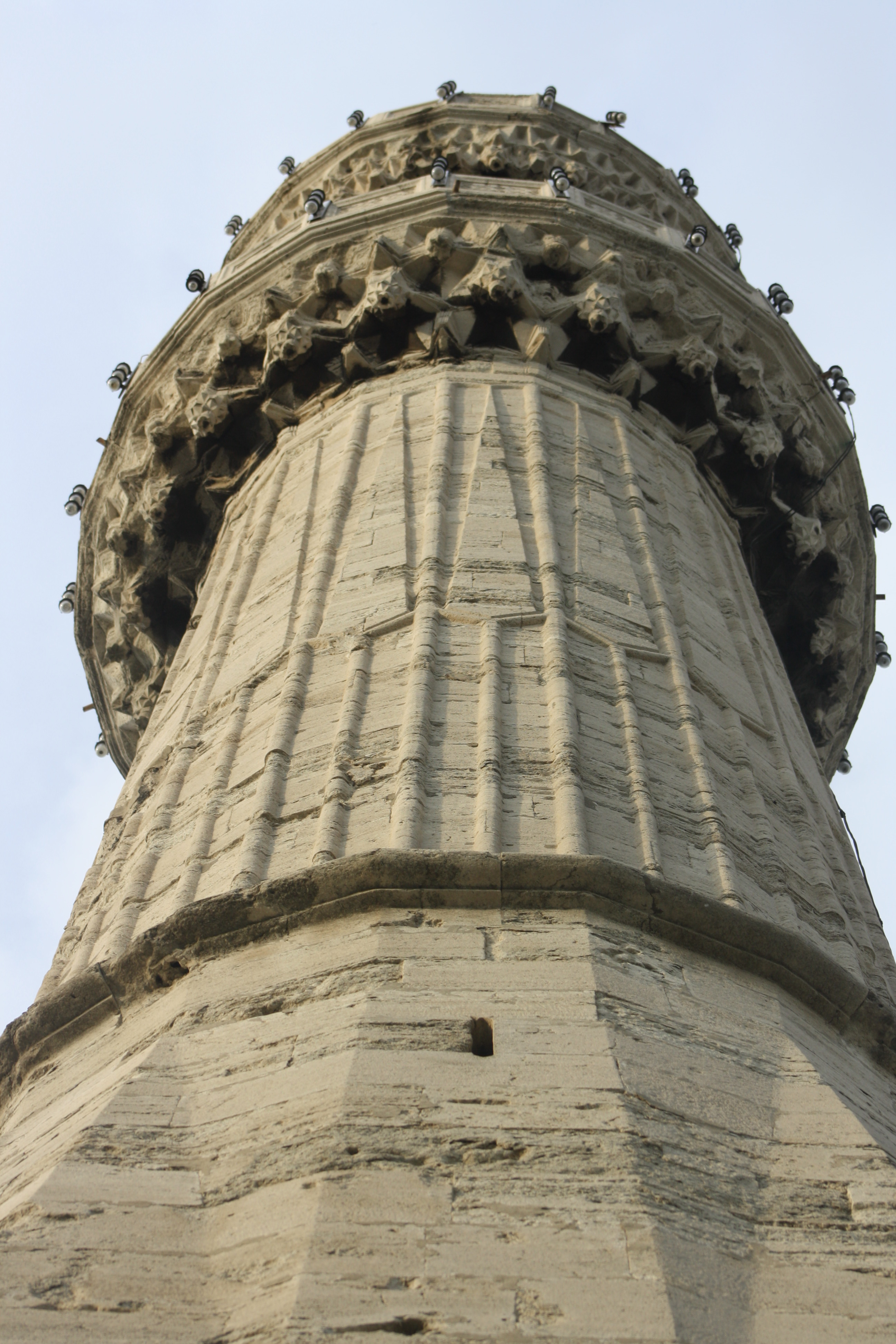
Один из минаретов Голубой мечети
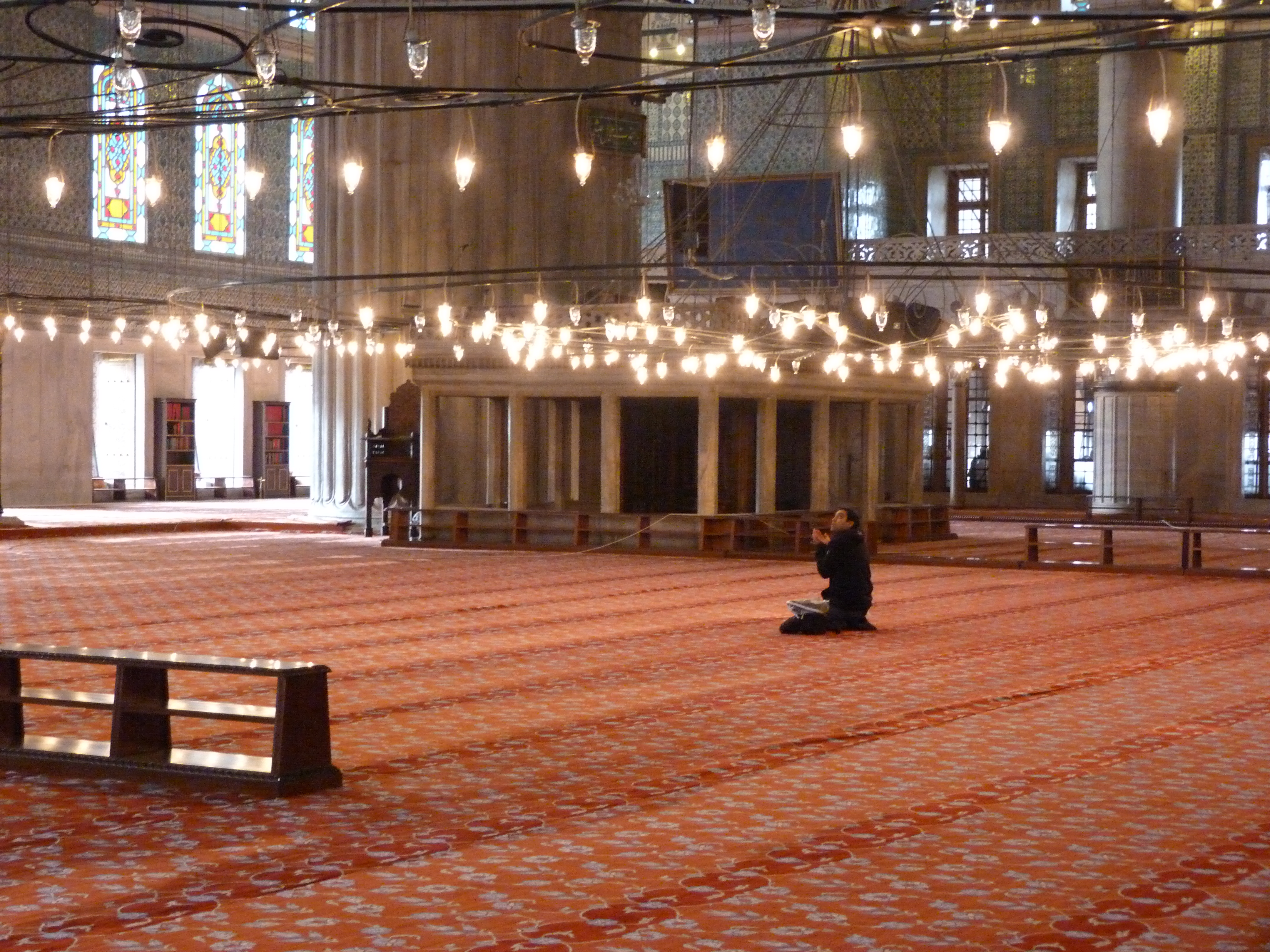
Молитва